# Provirus

Schemazeichnung eines Provirus am Beispiel eines Prophagen: Das Virus (hier ein Phage, in der Grafik links oben dargestellt) injiziert sein Genom (blau dargestellt) in eine Wirtszelle. Das Genmaterial wird in deren Chromosom (hier: Bakterienchromosom) integriert. Der integrierte DNA-Abschnitt wird als Provirus bezeichnet – im Falle einer bakteriellen Wirtszelle auch als Prophage, abgeleitet von Provirus + Phage.

Als Provirus (oder Endogenes Virus) wird Virus-DNA bezeichnet, die in das Genom der Wirtszelle integriert ist. In diesem Zustand kann das Virus in einem latenten (d. h. passiven) Zustand im Organismus verbleiben und an die Tochterzellen weitervererbt werden. Die provirale Form ist Teil des normalen Replikationszyklus von Retroviren und anderen Viren, deren DNA in das Genom integriert wird. Etwa acht Prozent des menschlichen Genoms sind Provirus-Gene, und zwar ausschließlich Gene von endogenen Retroviren.
Der Begriff geht zurück auf Richard Shope, der 1935 das Papillomvirus des Kaninchens beschrieb und vermutete, dass dieses DNA-Virus als Provirus in latenter Form im Organismus verbleiben könne. Die Entdeckung der reversen Transkriptase durch Howard M. Temin zeigte erstmals, wie auch Retroviren dieses Ziel erreichen können.
Wenn dagegen das Virusgenom selbst bereits aus DNA besteht (siehe DNA-Viren), dann ist keine reverse Transkriptase nötig, bei Einzelstrang-DNA muss lediglich der Komplementärstrang ergänzt werden. Eine Integrase reicht aus zum Einbau der DNA.
Beispiele gibt es
- bei DNA-Bakteriophagen (z. B. der Ordnung Caudovirales) – in diesen Fällen wird synonym die Bezeichnung „Prophage“ verwendet
- bei Virophagen der Familie Lavidviridae und anderer Polinton-ähnlicher Viren (PLVs, Phylum Preplasmiviricota) mit dsDNA-Genom, wenn diese sich in das Genom ihrer Helferviren integrieren – in diesem Fall findet synonym die Bezeichnung „Provirophage“ Anwendung.[3]

Die Stellen, an der sich das Virusgenom in das Genom des Wirts integriert, wird als englisch attachment site ‚Anheftungsstelle‘ bezeichnet.
Allgemein werden ins Genom integrierten Virus-Gensequenzen endogene virale Elemente (endogenous viral elements, EVEs) genannt; diese können beispielsweise „Fossilien“ (d. h. Überbleibsel) von endogenen Viren sein.